# تيموثي ريتشارد بارسونز
تيموثي ريتشارد بارسونز هو عالم كندي، ولد في 1932.

## وصلات خارجية
- تيموثي ريتشارد بارسونز على موقع الموسوعة البريطانية (الإنجليزية)